# Place Theodor-Heuss
La place Theodor-Heuss (en allemand : Theodor-Heuss-Platz ; Theo par bérolinisme) est une place à Berlin, dans le quartier de Westend faisant partie de l'arrondissement de Charlottenbourg-Wilmersdorf. Elle est située à l'extrémité ouest du Kaiserdamm (de), une large avenue prolongeant le boulevard Unter den Linden, la Straße des 17. Juni et la Bismarckstraße (de). La place porte le nom de Theodor Heuss, le premier président fédéral d'Allemagne.

## Histoire

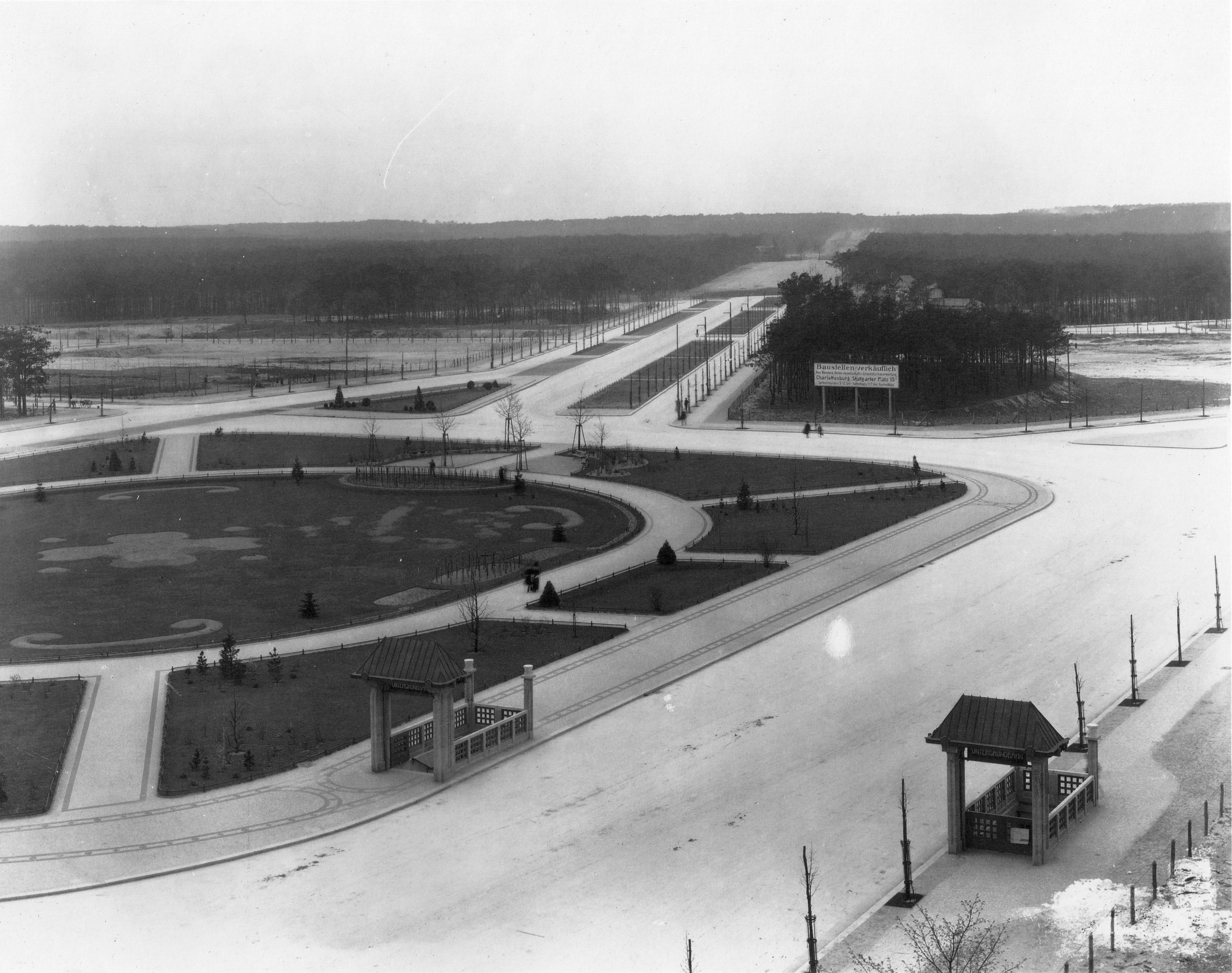
La place avec les entrées du métro vers l'an 1907, vue vers l'ouest.

La place fut aménagée entre 1904 et 1908 au cours de l'extension urbaine, lorsque des nouveaux quartiers bourgeois virent le jour à l'ouest de la capitale de l'Empire allemand. Elle porte d'abord le nom de Reichskanzlerplatz, d'après la fonction du chancelier impérial créée en 1871 par la constitution bismarckienne.
À l'origine, la place n'est pas bordée de bâtiments, si l'on excepte une villa isolée au coin nord-est. La station de métro éponyme, une gare souterraine, y est inaugurée le 29 mars 1908.
Peu après le début du régime nazi, le 21 avril 1933, la place est rebaptisée Adolf-Hitler-Platz. Selon les plans de la Welthauptstadt Germania voulue par Adolf Hitler et son architecte en chef Albert Speer, la place devait avoir un rôle important dans la recomposition de la capitale allemande. Elle se trouvait dans l'« axe Est-Ouest » du grand projet de la future ville en vue de remplacer Berlin. Il était également prévu de la renommer Mussoliniplatz, d'après le dictateur italien Benito Mussolini.

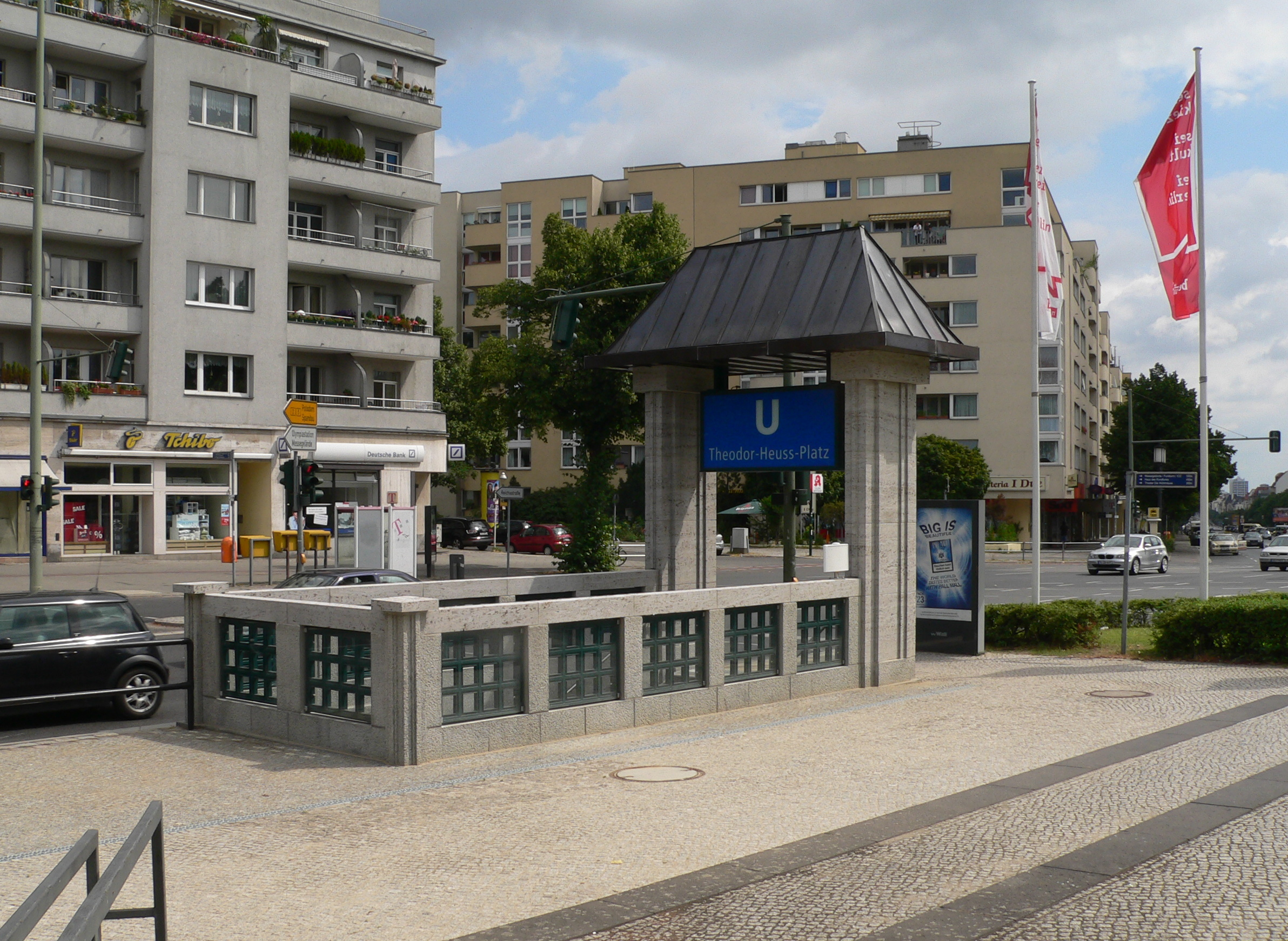
L'entrée du métro (2010).

Après la Seconde Guerre mondiale, le 31 juillet 1947, le nom de la place redevient officiellement Reichskanzlerplatz. Six jours après la mort du premier président de la République fédérale d'Allemagne, Theodor Heuss, le 18 décembre 1963, la place est rebaptisée en son honneur.
En 2014, Google a présenté ses excuses après avoir indiqué Adolf-Hitler-Platz pour nommer la place sur son service Google Maps.

## Situation
Via Kaiserdamm, Bismarckstraße et Straße des 17. Juni, la place Theodor-Heuss est reliée à un axe comprenant la place Ernst-Reuter, la colonne de la Victoire et la porte de Brandebourg, en partant du château de Berlin et le boulevard Unter den Linden. L'axe se poursuit à l'ouest par la Heerstraße en ligne droite jusqu'à Scholzplatz, la voie continue ensuite vers l'arrondissement de Spandau.

## Bâtiments

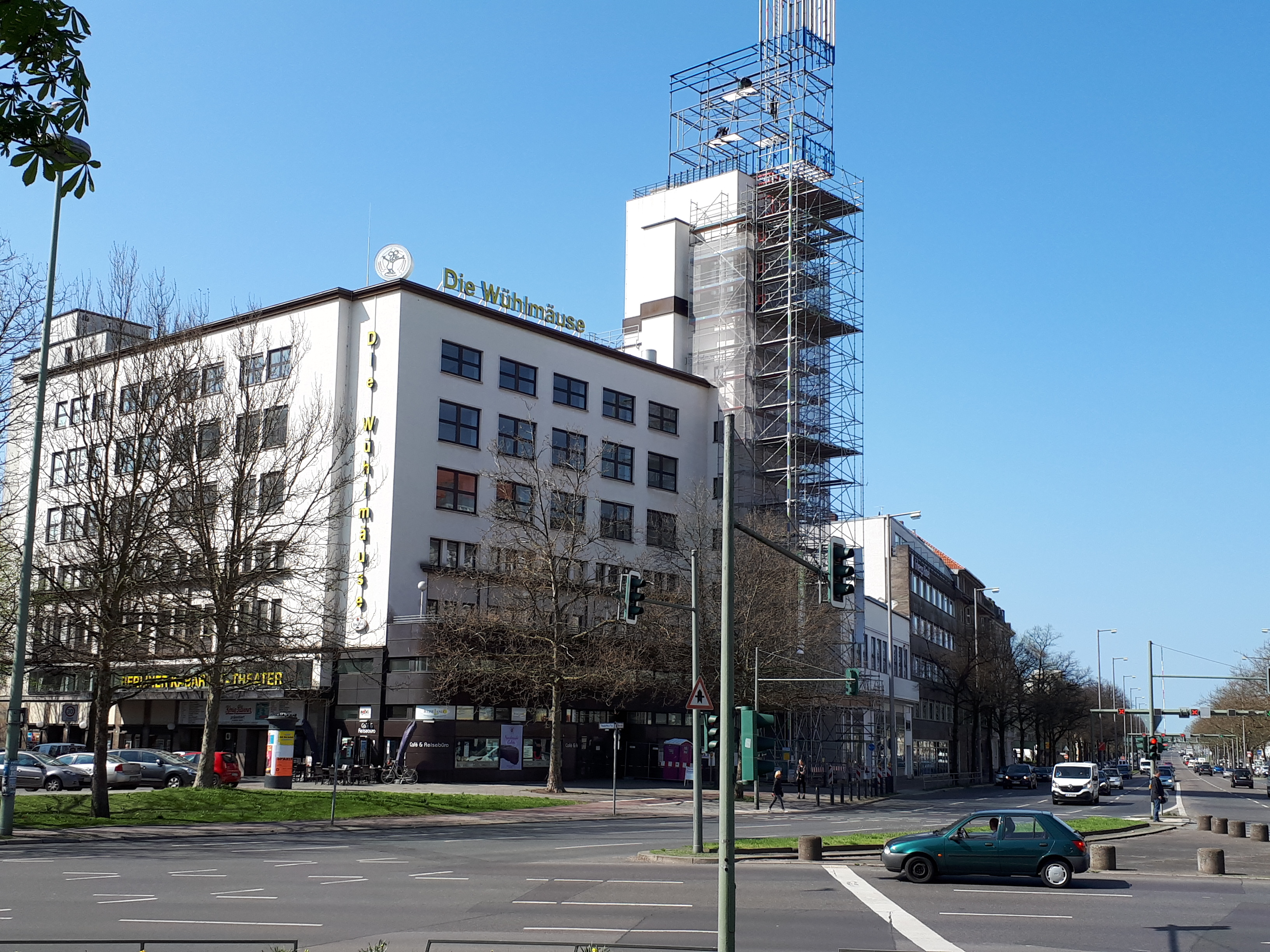
L'Amerikahaus.

Au sud de la place se trouve l'ancienne Edinburgh House, la Deutschlandhaus et surtout la remarquable Amerikahaus, construite entre 1928 et 1930, faisant l'angle sud-ouest avec la Heerstraße. Lors de son ouverture, cet immeuble disposait d'un centre commercial, de plusieurs cafés et restaurants, d'une salle de cinema, des pistes de bowling et d'un théâtre-cabaret (Kabarett). À partir de 1937, les studios de télévision « Paul Nipkow » siégeaient dans la Deutschlandhaus voisine.
De 1946 jusqu'en 1991, le complexe de bâtiments était occupé par les forces britanniques. Surnommée Summit House (la « Chambre de sommet »), la réouverture fut commémorée en présence du gouverneur militaire Sholto Douglas le 1er août 1947. On y trouvait la galerie marchande des Forces armées britanniques (Navy, Army and Air Force Institutes, NAAFI), de plusieurs restaurants, des installations de loisirs et la grande salle de cinéma « Jerboa ». Quelques scènes du film Les Oies sauvages 2 (1985) ont été tournées ici. L'Edinburgh House au coin sud-est était un hôtel réservé aux forces britanniques.
Depuis l'an 2000, l'Amerikahaus abrite la salle de cabaret Die Wühlmäuse (« Les Campagnols ») fondée par Dieter Hallervorden.

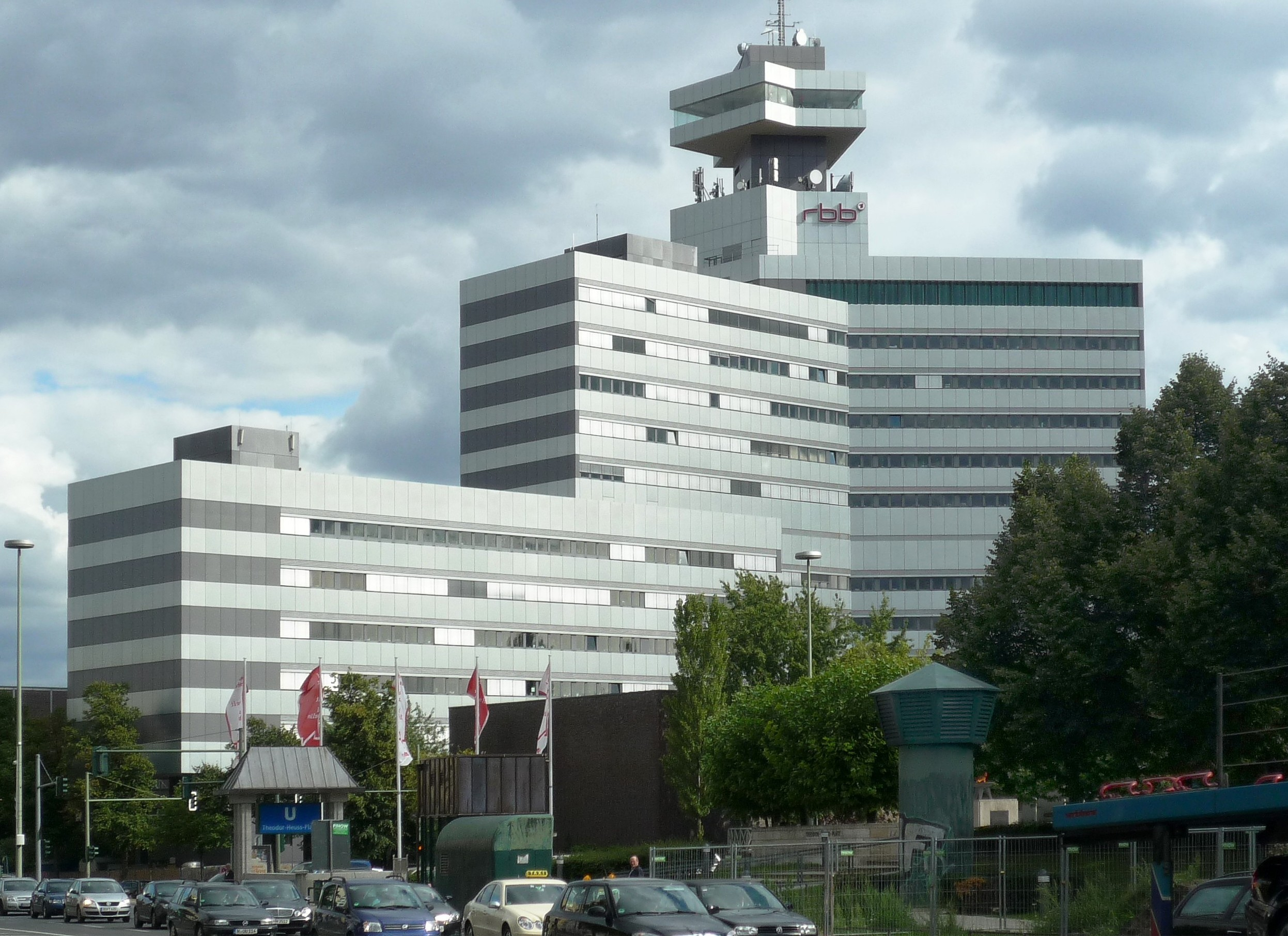
Le centre télévisuel RBB.

En 1970, sur le bord oriental de la place, est érigé un immeuble de 18 étages, siège de la chaîne de télévision Sender Freies Berlin (SFB). Le 1er mai 2003, SFB fusionna avec l'Ostdeutscher Rundfunk Brandenburg (ORB) pour former la Rundfunk Berlin-Brandenburg (RBB), qui occupe actuellement le bâtiment. Près de la Masurenallee se trouve la Haus des Rundfunks, achevée en 1930, qui fut le siège du Großdeutscher Rundfunk et de la radio est-allemande Berliner Rundfunk avant la fondation du SFB.

## Œuvres d'art
Plusieurs œuvres d'art et monuments se trouvent sur la place. Une flamme éternelle a été installée en 1955, en mémoire de l'expulsion des Allemands d'Europe de l'Est. La statue L'Obélisque bleu a été placée en face de la flamme en 1995. En 1989, le duo de sculpture Deux Têtes a été érigé à l'extrémité est de la place, à travers la Masurenallee.

Monuments
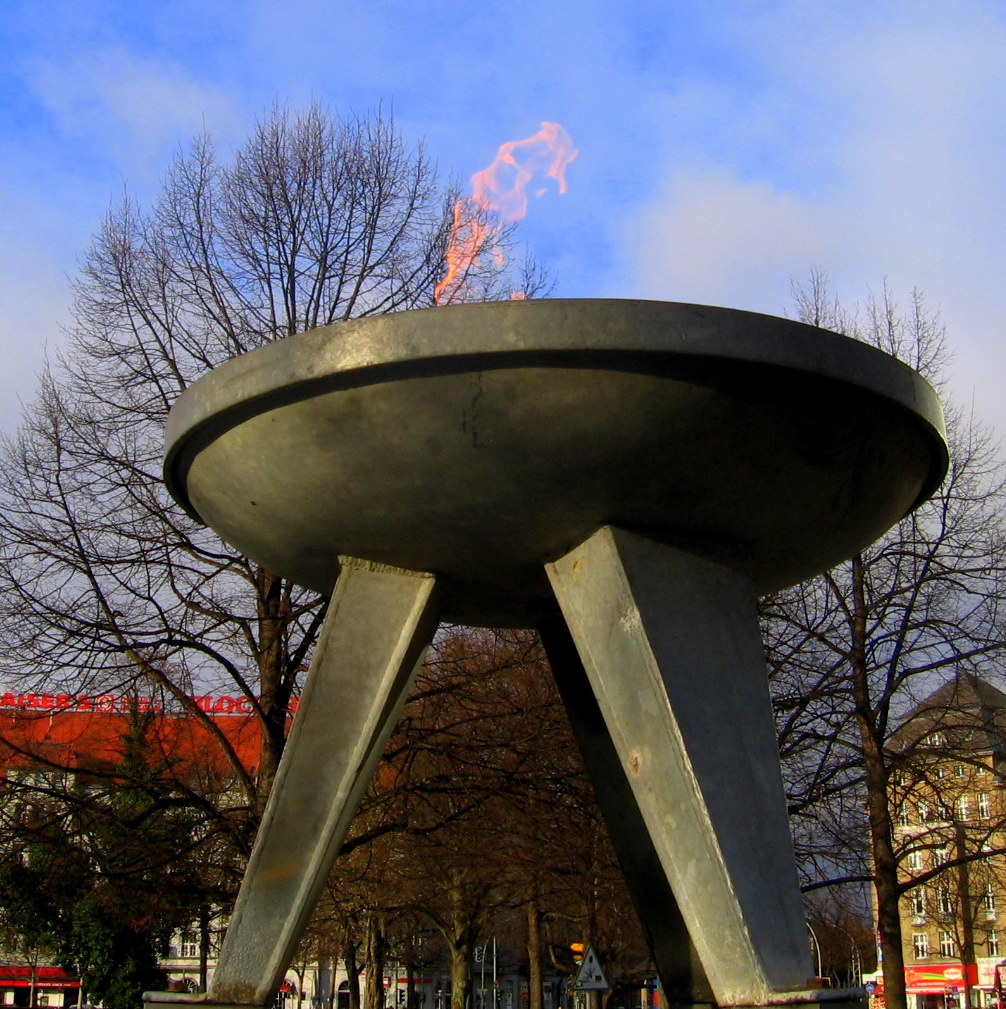
La flamme éternelle.
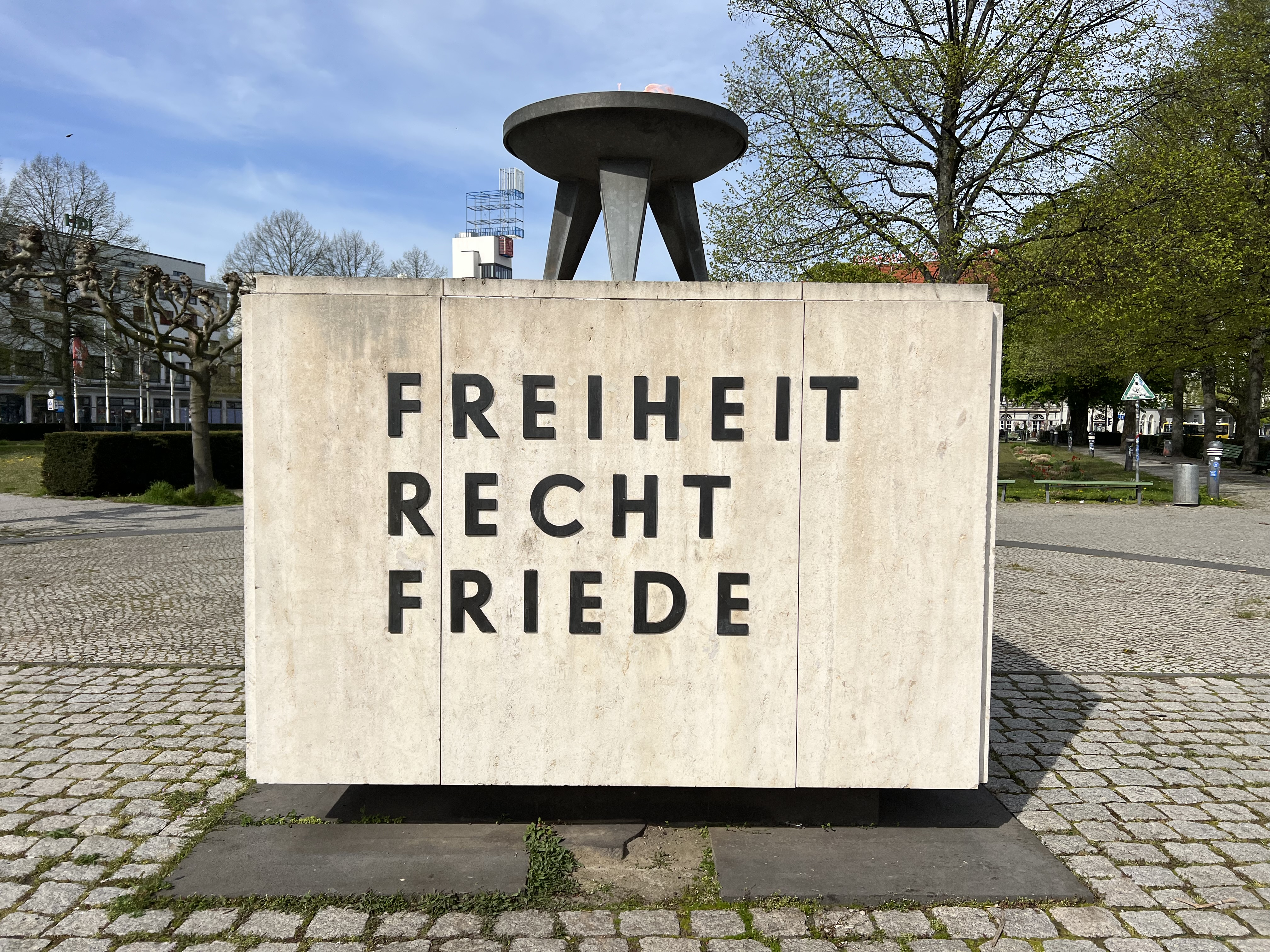
Mémorial contre la fuite et des déplacements.
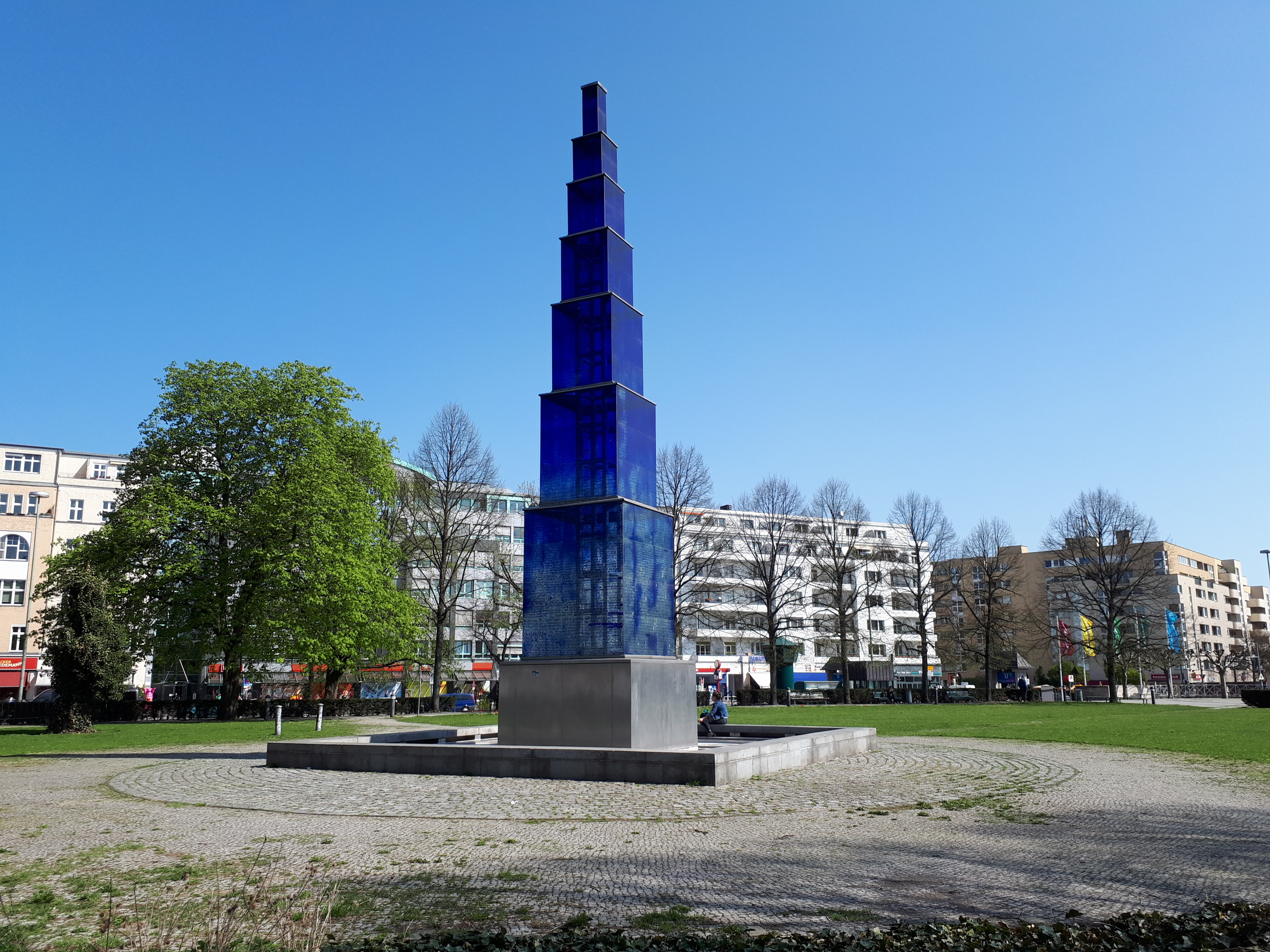
L'Obélisque bleu.
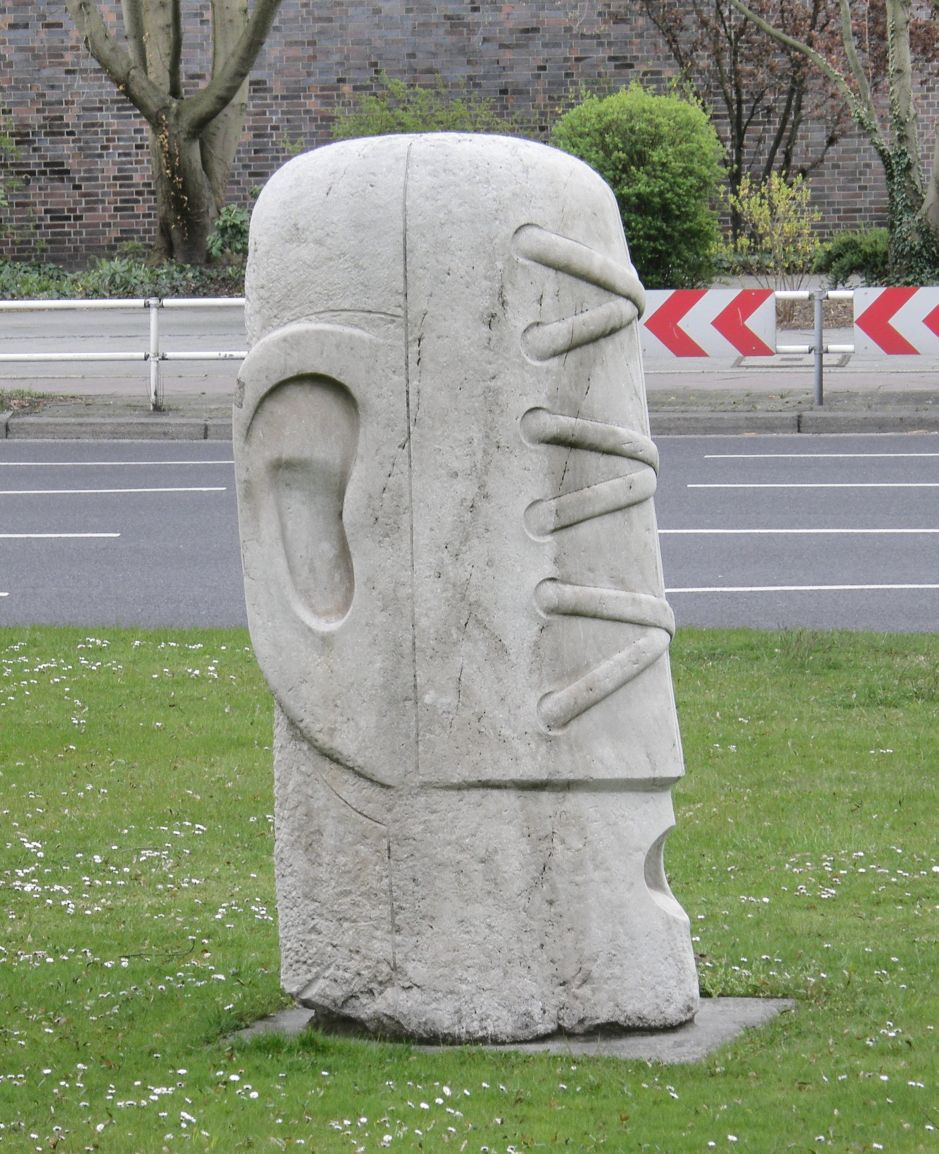
Deux Têtes.
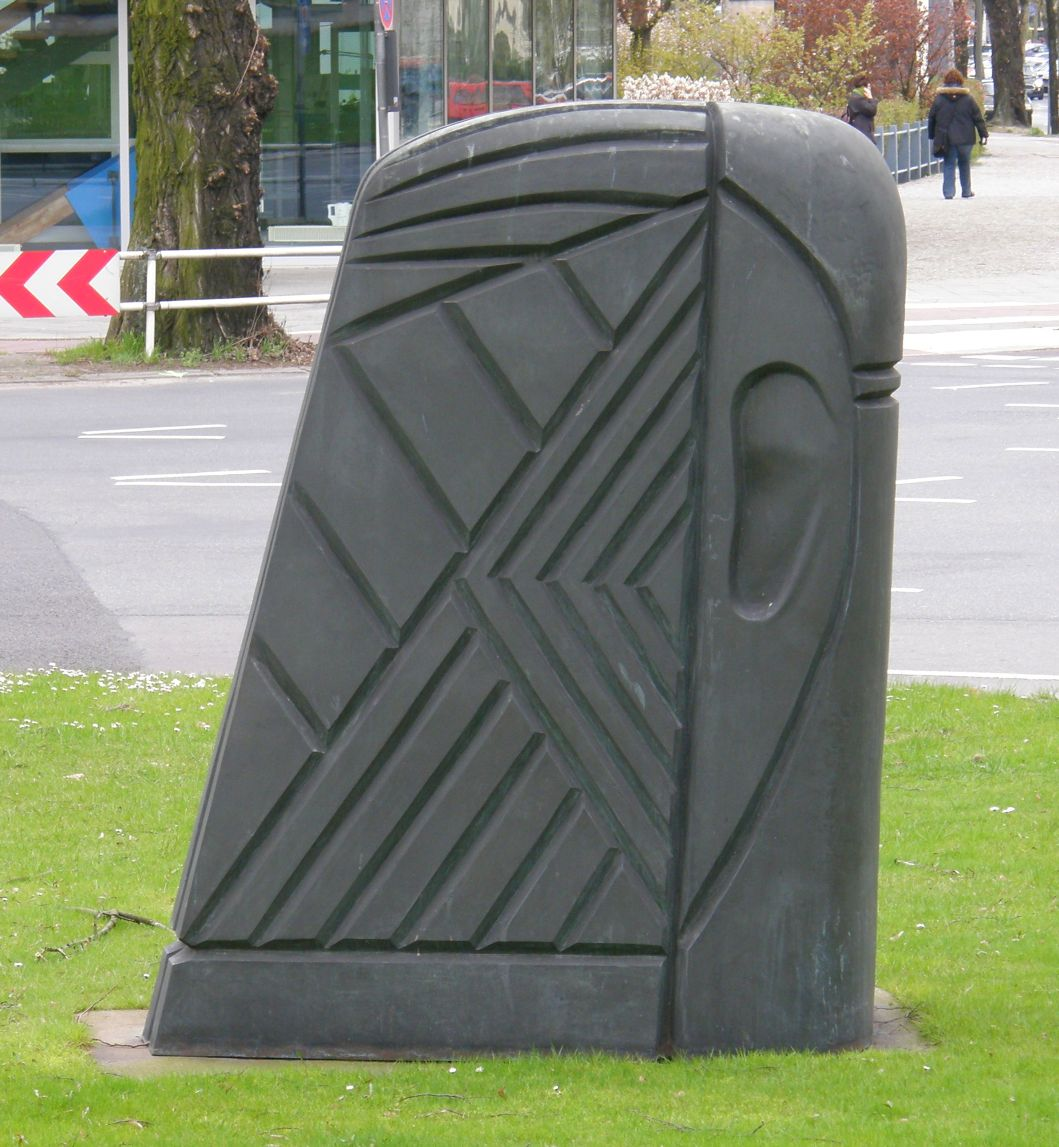